# Cenóbio Acciaiuoli
Cenóbio Acciaiuoli ou Zanobi Acciaiuoli (em Italiano) (Florença, 25 de Maio de 1461 — 27 de Julho de 1519) foi um  dominicano e humanista italiano. Foi bibliotecário do Vaticano, ao serviço do papa Leão X, e traduziu para o latim várias obras em grego.